# Piotr Nowak
Piotr Nowak (5 de julho de 1964) é um treinador e ex-futebolista profissional polonês.

## Carreira
Piotr Nowak comandou a Seleção Estadunidense de Futebol nas Olimpíadas de 2008.